# Taenaris adriana
Taenaris adriana är en fjärilsart som beskrevs av Hans Fruhstorfer 1904. Taenaris adriana ingår i släktet Taenaris och familjen praktfjärilar. Inga underarter finns listade i Catalogue of Life.